# マイソン県
マイソン県（マイソンけん、ベトナム語：Huyện Mai Sơn / 縣枚山?）は、ベトナム社会主義共和国ソンラ省の県。面積は1,410.3km²、人口は143,060人（2019年）である。

## 行政区画
1市鎮21社を管轄する。